# Samsung Galaxy A73 5G
El Samsung Galaxy A73 5G es un teléfono inteligente basado en Android de gama media-alta desarrollado y fabricado por Samsung Electronics como parte de su serie Galaxy A. El teléfono se anunció el 17 de marzo de 2022 en el evento Samsung Galaxy Unpacked junto con el Galaxy A33 5G y el Galaxy A53 5G.

## Diseño
La pantalla posee protección Corning Gorilla Glass 5. El panel trasero y el lateral están hechos de plástico esmerilado.
El teléfono inteligente tiene un diseño similar a su predecesor, pero al igual que en el Samsung Galaxy A33 5G y el Samsung Galaxy A53 5G, el panel posterior ahora es completamente plano y la transición entre el panel posterior y la unidad de la cámara es más suave. El Galaxy A73 5G, a diferencia del Samsung Galaxy A72, no tiene conector de audio de 3,5 mm. El teléfono inteligente también cuenta con protección contra la humedad y el polvo según el estándar IP67.
Tiene un conector USB-C, un altavoz y micrófono. Según la versión, hay una ranura para 1 tarjeta SIM y una tarjeta de memoria microSD de hasta 1 TB o una ranura híbrida para 2 tarjetas SIM o 1 tarjeta SIM y una tarjeta de memoria microSD de hasta 1 TB y un segundo micrófono. En el lado derecho están los botones de volumen y el botón función del teléfono inteligente.
El Samsung Galaxy A73 5G se vende en 3 colores: Awesome Mint (verde), Awesome Grey (gris) y Awesome White (blanco).
| Color | Nombre        |
| ----- | ------------- |
|       | Awesome Gray  |
|       | Awesome White |
|       | Awesome Mint  |

## Especificaciones

### Hardware
El Galaxy A73 5G es un teléfono inteligente con factor de forma tipo pizarra, que tiene un tamaño de 159,6 × 74,8 × 8,1 mm y un peso de 189 gramos. 
El dispositivo está equipado con conectividad 2G (GSM y EDGE), 3G (WCDMA, HSPA y HSPA+), 4G (4G y 4G+) y 5G NR en sus variantes NSA y SA, Wi-Fi 802. A/b/g/n/ac/ax de doble banda con compatibilidad con Bluetooth 5, Wi-Fi Direct y hotspot support.0 con A2DP y LE, GPS con BeiDou, Galileo, GLONASS y QZSS y NFC. Tiene un puerto USB-C 2.0 y no tiene entrada de audio jack de 3,5 mm. Es resistente al agua y al polvo con certificación IP67.
Tiene una pantalla táctil de 6,7 pulgadas de diagonal, Super AMOLED+ Infinity-O, esquinas redondeadas y resolución FHD+ de 1080×2400 píxeles. La pantalla admite una tasa de refresco de 120 Hz. Para la protección de la pantalla utiliza Gorilla Glass 5.
La batería de polímero de litio de 5000 mAh no puede ser extraíble. Admite carga ultrarrápida de 25 W.
El chipset es un Qualcomm Snapdragon 778G con una CPU octogonal (4 núcleos a 2,4 GHz + 4 núcleos a 1,8 GHz). Memoria interna UFS tipo 2. Está disponible en varias opciones de almacenamiento, la ROM de 128/256 GB es ampliable con microSD hasta 1 TB, mientras que la memoria RAM es de 6 u 8 GB (según la versión elegida).
La cámara trasera tiene un sensor principal de 108 MP con apertura f/1. La D-SLR-Focus está equipada con un modo PDAF, OIS, HDR y un flash led. Es capaz de grabar hasta 4K a 30 fotogramas por segundo, mientras que la cámara frontal es una sola cámara de 32MP con una capacidad de grabación de hasta 8 mm.

### Software
El sistema operativo es Android 12 con One UI 4.1.